# Proterorhinus semipellucidus
A Proterorhinus semipellucidus a sugarasúszójú halak (Actinopterygii) osztályának sügéralakúak (Perciformes) rendjébe, ezen belül a gébfélék (Gobiidae) családjába és a Benthophilinae alcsaládjába tartozó faj.

## Előfordulása
A Proterorhinus semipellucidus ázsiai gébféle. Leírásához csak egy példányát fogták ki; és ezt, a Kaszpi-tengerhez tartozó Astrabad-öbölbe ömlő Kasaru-folyó torkolatában.

## Életmódja
Mérsékelt övi, édesvízi fenéklakó hal.